# Estación Puerto Varas
Puerto Varas es una estación de ferrocarril de Chile que se encuentra en la comuna de Puerto Varas, Región de Los Lagos. 
Luego del cierre Regional Victoria-Puerto Montt en 2007, el presidente Gabriel Boric anunció la reapertura de esta estación como parte del Tren Llanquihue-Puerto Montt. Reabrió sus puertas el 22 de abril de 2025.

## Historia
La estación fue inaugurada en 1913. El edificio de la estación se ubica cerca del lago Llanquihue, frente al Gran Hotel y Ex Casino de Puerto Varas, inaugurado en 1938 por la Empresa de los Ferrocarriles del Estado para impulsar el turismo de la zona.
Fue la estación terminal de la línea Longitudinal Sur desde 1994 luego de la suspensión del servicio hasta Puerto Montt, hasta la cancelación del tren en la región, en 1997. Poseía servicio de autotren.
En 2005 la estación fue remodelada para la inauguración del Regional Victoria-Puerto Montt, entre Temuco y Puerto Montt. El 27 de marzo de 2006, se extendió el servicio a Victoria. En 2007 la estación dejó de prestar el servicio de pasajeros con la suspensión del Regional Victoria-Puerto Montt. Entre 2011 y 2016 la estación albergó a la Biblioteca Municipal Paul Harris.
En 2019 la estación evidenciaba un notorio abandono. El alcalde de la comuna, Ramón Bahamonde, manifestó en aquella ocasión su deseo de recuperar el recinto como centro cultural.
En 2023 el edificio de la estación fue remodelado como parte integral del plan maestro del proyecto Parque Estación de Puerto Varas, impulsada por la fundación Parque Sur, constituida el año 2019 por un grupo de personas de la sociedad civil. Esta ha recuperado los terrenos de EFE, los cuales estuvieron abandonados desde la suspensión del servicio del tren en el año 2007.

### Tren Llanquihue-Puerto Montt
En su segunda cuenta pública, el presidente Boric señaló dentro del Trenes de Cercanía 30/30, que busca poner en marcha en el corto plazo el servicio que conecte Llanquihue con la estación La Paloma.
El 16 de enero de 2024 se transportó la locomotora TLD-503 para desarrollar un recorrido de pruebas con pasajeros entre Puerto Varas y Llanquihue.
La misma actividad se desarrolló el 14 de febrero. En esta misma fecha iniciaron los trabajos de reparaciones de la estación La Paloma; los trabajos iniciados en estas fechas consideran además la rehabilitación de los andenes de las otras estaciones de la red.
El 14 de febrero iniciaron los trabajos de reparaciones de la estación La Paloma; los trabajos iniciados en estas fechas consideran además la rehabilitación de los andenes de las otras estaciones de la red. Se proyectó que la estación inicie sus operaciones en marzo de 2025. sin embargo, como consecuencia de  observaciones realizadas por Contraloría, se anunció que esta estación y el resto del servicio será inaugurado en abril de 2025, una vez subsanadas las deficiencias detectadas. Finalmente, reabrió sus puertas el 22 de abril de 2025.